# The Conspiracy (1914)
The Conspiracy is een Amerikaanse dramafilm uit 1914 onder regie van Allan Dwan.

## Verhaal
De misdaadauteur Winthrop Clavering wordt voortdurend belachelijk gemaakt, omdat de misdaden die hij beschrijft in zijn verhalen niet waarheidsgetrouw zijn. Daarom besluit hij zelf een moordzaak op te lossen. Hij wil de moordenaar vinden van Pedro Alvarez, die voor zijn overlijden nog kon vertellen dat de dader een vrouw was.

## Rolverdeling
| Acteur          | Personage          |
| --------------- | ------------------ |
| John Emerson    | Winthrop Clavering |
| Lois Meredith   | Margaret Holt      |
| Harold Lockwood | Jack Howell        |
| Iva Shepard     | Juanita            |
| Francis Byrne   | Victor Holt        |
| Hal Clarendon   | Morton             |
| Dodson Mitchell | Bill Flynn         |
| Edouard Durand  | Savelli            |